# Атал I
Атал I Сотер (на старогръцки: Ἄτταλος Σωτὴρ; * 269 пр.н.е., † 197 пр.н.е.) e цар на Пергам от династията на Аталидите, управлявал Пергамското царство от 241 до 197 пр.н.е. Атал е втори братовчед и осиновен син на Евмен I, когото наследява и е първият представител от династията Аталиди, който получава титлата „цар“ през 238 пр.н.е. Той е биологичен син на Атал и съпругата му Антиохида.
Атал печели важна победа срещу галатите – келтски племена дошли от Тракия, които от много години безнаказано нападат и грабят големи части от територията в Мала Азия. Тази победа е ознаменувана с издигането на триумфалния монумент „Умиращият гал“, а като признание за избавлението от „галския терор“, Атал получава името „Сотер“ („Спасител“) и титлата „цар“. Атал е способен и решителен генерал. Като лоялен съюзник на Рим, играе важна роля в първата и втората Македонски войни водени срещу Филип V Македонски. Той провежда многобройни военноморски операции срещу македоните в Бяло море, като печели почести и богата плячка. Също така остров Егина пада под управлението на Пергам през Първата македонска война и остров Андрос през втората.
Атал защитава гръцките градове в Мала Азия и гледа на себе си като гръцки шампион срещу варварите. По време на царуването му Пергам се превръща в значителна сила в гръцките източни владения. Той умира през 197 пр.н.е., малко преди края на Втората македонска война, на 72-годишна възраст. Атал I е женен за Аполонида и има четири сина – Евмен II, Атал II, Филетер и Атиней. След смъртта му трона на Пергам е наследен от Евмен II.

## Биография

### Ранни години
Малко се знае за ранния живот на Атал. Той е грък, син е на Атал и Антиохида. Баща му е син на човек също носещ името „Атал“ – брат на Филитер (основател на династията на Аталидите) и на Евмен – баща на Евмен I, наследника на Филитер; заедно с чичовците си се споменава като благодетел и човек ползващ се с голямо уважение в Делфи. Също така печели голяма слава като побеждава в състезание с колесници в Олимпия и след това в негова чест е издигната статуя в Пергам.
Атал е още дете когато баща му умира, някъде преди 241 пр.н.е., след което е осиновен от най-стария член на династията – Евмен I. Майката на Атал, Антиохида е свързана със селевкидското царско семейство (вероятно е внучка на Селевк I Никатор). Нейната сватба с бащата на Атал е организирана от Филитер като по този начин Филитер цели да утвърди властта си в Мала Азия. Предполага се, че бащата на Атал е посочен от Филитер за наследник, но когато баща му умира, Атал I е твърде млад и Филитер е наследен от Евмен I.

### Победа над галатите
Според Павзаний, „най-великото постижение“ на Атал е победата му над „галите“ (Γαλάται). Павзаний има предвид галатите – мигриращи келти от Тракия, които се установяват в Галатия, централна Мала Азия. Племена, които римляните и гърците наричат „гали“, като ги свързват с галите населявали териториите на днешна Франция, Швейцария и Северна Италия. От времето на Филитер първият владетел от династията Аталиди, галатите са сериозен проблем не само за Пергам, но и за цяла Мала Азия, като местните владетели им плащат данък за да избегнат война с тях. Когато Атал взима властта, той отказва да продължава с плащането на данъка, като става първия владетел който се решава на тази стъпка. В резултат на това галатите атакуват Пергам. Атал ги среща в битка при река Кайкус (Caïcus) и печели решителна победа, след което по примера на Антиох I добавя към собственото си име, името „Сотер“ („Спасител“) и титлата „цар“.
Победата над галатите донася на Атал легендарна слава. Възниква и история свързана с Павзаний за оракул, който е предсказал тези събития едно поколение по-рано. В историята се казва, че „син на бик“ ще победи армията на галите. Под „син на бик“, Павзаний има предвид Атал – който е описван като „човек с рога на бик“ от друг оракул. След победата, в акропола на Пергам е издигнат триумфален паметник, който включва и известната скулптура „Умиращият гал“, посветена на тази битка.

### Завоевания в селевкидска Мала Азия
Няколко години след първата победа над галатите, Паргам отново е нападат от галатите, като този път те са в съюз с Антиох Хиеракс, по-младия брат на Селевк II Калиник. Атал първоначално побеждава враговете си в битка при Афродисиум (Aphrodisium), а след това и във втора битка някъде в източните части на ориента. Следват нови победи срещу армията на Антиох Хериакс през пролетта на 228 пр.н.е. при Фригия близо до Сарди, където Антиох вероятно търси убежище при тъста си Зиаелас, цар на Витиния; и победа в последната битка от тази кампания на юг при Кария.
Като резултат от тези победи Атал придобива контрола над всички владения на селевкидите в Мала Азия на север от Тавър. Той успява да запази контрола над завоеванията си въпреки многократните опити от страна на Селевк III Сотер, най-възрастния син на Селевк II Калиник да завземе обратно изгубените територии. През 223 пр.н.е. Селевк III преминава Тавър, но е убит от собствената си армия. След убийството на Селевк III, генерал на име Ахей поема контрола над армията. Ахей се отказва от титлата „цар“ в полза на по-младия брат на Селевк III – Антиох III, който след като взима властта прави генерала губернатор на селевкидска Мала Азия на север от Тавър. За две години генерал Ахей връща обратно всички загубени по-рано селевкидски територии, „затваря Атал зад стените на Пергам“ и се самообявява за цар.
След известен период на мир, през 218 пр.н.е. докато Ахей участва в кампания на юг от Тавър, Атал в съюз с тракийски галати превзема отново територията. През 217 пр.н.е. Ахей се завръща от юг и възобновява военните действия срещу Атал.
През 216 пр.н.е. Атал в съюз с Антиох III, преминават Тавър, нападат Ахей и го обсаждат в Сарди. През 214 пр.н.е. след две години на обсада най-накрая двамата монарси успяват да превземат целия град Сарди без градската цитадела. Малко след това самия Ахей е заловен и убит. До 213 пр.н.е. Антиох III успява а си върне всички територии в Азия.

### Първа македонска война
След неуспехите си на изток, Атал обръща погледа си на запад. Вероятно притеснен от амбициите на Филип V Македонски, той се съюзява с Етолийския съюз – обединение на гръцките полиси в Етолия и врагове на Филип. След това Атал финансира допълнителното укрепване на крепостта в Калидон, близо до устието на река Ахелой.
През 215 пр.н.е. Филип се съюзява с Ханибал от Картаген. Този акт предизвиква сериозна тревога у римляните, които по това време са замесени във Втората Пуническа война. През 211 пр.н.е. се подписва договор между Рим и някои от членовете на Етолийския съюз, като Атал е сред тях. Атал е избран за един от двамата стратези на Етолийския съюз и през 210 пр.н.е., силите водени от него превземат остров Егина, където се създава военна база за операциите в Гърция.
През пролетта на 209 пр.н.е. Филип V тръгва на юг и навлиза в Гърция. Под командването на Пирий (Pyrrhias, колегата стратег на Атал), съюзниците губят две битки от македоните при Ламия. Самия Атал навлиза в Гърция през месец юни и се присъединява в Егина към римския проконсул Публий Сулпиций Галба, който е на острова от предходната зима. През лятото на 208 пр.н.е. обединеният им флот от 35 пергамски и 25 римски кораба прави безуспешен опит да превземе остров Лемнос от македоните, но все пак успяват да плячкосат селските райони на остров Скопелос (на гръцки: Σκόπελος), който също е под контрола на Филип.
Атал и Публий Сулпиций Галба присъстват на среща на Съвета на етолийците, където Галба излага позицията на Рим, против сключването на мир с Филип V. След възобновяването на военните действия двамата разграбват град Ореос на северния бряг на Евбея и Опос, главния град в Източна Локрида. Сулпиций Галба се завръща в град Ореос – плячката от който му е обещана по споразумение с Атал, докато Атал остава в Опос. След като римската и пергамската армии се разделят, Филип предприема изненадваща атака срещу Опос, атака която хваща Атал неподготвен и го принуждава да бяга от града.
Атал е принуден да се завърне в Мала Азия, след като научава че Прусий I цар на Витиния, който е свързан посредством брак с Филип, напредва към Пергам. Скоро след това римляните също напускат Гърция, за да концентрират силите си срещу Ханибал. С войната в Гърция римляните успешно постигат целта си да попречат на Филип да се включи в помощ на основния им враг. През 206 пр.н.е. етолийците се съгласяват за сключването на мир с Филип, при условия предложени от македонския цар. Мирния договор се подписва през 205 пр.н.е., като с него официално се слага край на Първата македонска война. Атал участва в подписването на договора, според който му е позволено да запази владението над остров Егина, а също така се слага край и на военните действия между Пергам и Витиния.

### Magna Mater
През 205 пр.н.е. от Рим се обръщат към Атал (който остава единствен техен съюзник в Азия) с въпрос от религиозен характер. Необичайно силен метеоритен дъжд се изсипва над небето на Рим. Разтревожените римляни след справка с пророческите „Сибилски книги“, откриват стихове в които се споменава, че ако чужденец води война на територията на Италия, той може да бъде победен ако Magna Idaea – Богинята майка която се свързва с Фригия, се донесе от Песинт в Рим. Надявайки се на бърз край на войната срещу Ханибал, в Пергам е изпратена делегация водена от Марк Валерий Левин, която да иска съвет и помощ от Атал. Според Ливий римската делегация е посрещната топло. Атал им „дава свещен камък, който според местните жители е Майката на боговете и им заръчва да го занесат в Рим“. В Рим богинята става известна като Magna Mater.

### Война с македоните през 201 пр.н.е.
Подписания по-рано мирен договор възпрепятства Филип да разширява териториите си на запад, затова той обръща погледа си към Бяло море и Мала Азия, поставяйки началото на Критската война. През пролетта на 201 пр.н.е., той превзема Самос, също така поема и контрола над египетската флота намираща се там, а след това обсажда и Хиос. Тези действия на македонския монарх карат Атал в съюз с Родос, Византион и Кизик да обявят война на Филип. Провежда се голяма морска битка в протока между остров Хиос и континента. Според Полибий в битката участват 53 големи и повече от 150 малки кораба от македонска страна срещу 65 големи и голям брой малки кораби от страната на съюзниците (Пергам, Родос, Византион и Кизик). По време на битката кораба на Атал заедно с още два кораба остават изолирани от останалата част от флота му. Подгонен от Филип е принуден да дебаркира на сушата и едва спасява живота си с бягство, като е принуден да остави различни скъпоценности след себе си, което кара преследващите го македони да се откажат от преследването и да започнат да събират ценностите.
През същата година Филип напада Пергам и въпреки че не успява да превземе добре укрепения град, македоните разрушават околните храмове и светилища. Междувременно Атал и Родос изпращат делегация в Рим, чрез която да се оплачат от действията на Филип.

### Втора македонска война
През 200 пр.н.е. Атал се намесва в Втората македонска война. Акарнаните подпомагани от македоните нахлуват в Атика, принуждавайки Атина, която до момента е неутрална, да потърси помощ от враговете на Филип. Атал по това време е с флотата си в Егина и получава вест от посланика на Атина да отиде в града за консултации. Няколко дни по-късно Атал научава, че посланика на Рим вече е в Атина и веднага се отправя към гръцкия град. При пристигането си, Атал е посрещнат изключително топло. Полибий пише: 
| „ | ... в компанията на римските и атинските магистрати той вървеше към великия град. Беше посрещнат не само от всички магистрати и рицари, но и от всички граждани заедно с техните жени и деца. И когато двете процесии се срещнаха, посрещането от населението към римляните и дори в по-голяма степен към Атал, не можеше да бъде по-топло. При влизането си в града през порта Дипилум (Dipylum), жреци и жрици се бяха наредили от двете страни на улицата; вратите на всички храмове бяха широко отворени и жертвени животни бяха поставени на всичките олтари. Накрая те му оказаха толкова висока чест, каквато никога преди не бяха оказвали без сериозни и продължителни дебати към свой благодетел: в допълнение на всички други почести, името на Атал беше добавено сред техните най-големи герои. | “ |

Сулпиций Галба сега консул убеждава сената да обяви война на Филип и иска от Атал отново да присъедини флота си към римляните за да проведат морски операции срещу македонските владения в Бяло море. През пролетта на 199 пр.н.е. обединеният им флот превзема остров Андрос, като плячката е за римляните докато владението над острова остава за Атал. После се отправят на юг и правят безуспешен опит да превземат и Китнос, друг остров от Цикладите. След неуспеха се връщат на север, ограбват и опустошават бреговете на Скиатос и Магнезия в търсене на провизии и продължават още по на север към Менде, където са ударени от буря, която ги принуждава да дебаркират. На сушата армиите на Атал и Галба търпят тежка загуба и са отблъснати от македоните в битка при Касандра. Двамата се отправят на североизток по крайбрежието на македонските територии и плячкосват град Акантос, Халкидики), а след това се насочват към Евбея с кораби пълни с плячка. При завръщането си Галба и Атал отиват в Хераклея за да се срещнат с етолийците, които позовавайки се на договора си с него искат от Атал хиляда войника. Той отказва като припомня, че преди две години, когато Филип напада Пергам, етолийците не се отзовават на призива му за помощ. Възобновявайки военните действия срещу Филип, римляните и пергамците не успяват да превземат Ореос и оставяйки малка сила да го обсажда, нападат Тесалия. След завръщането им следва ново нападение срещу Ореос, този път успешно – римляните взимат пленниците, докато града остава за Атал. Това е последната битка за тази кампания. Атал участва в „Елевзинските мистерии“, а после се завръща в Пергам след две годишно отсъствие.
През пролетта на 198 пр.н.е. Атал се завръща в Гърция с 23 квинквереми и се присъединява към флота от 20 родоски бойни кораба при Андрос, за да довърши завладяването на Евбея започнало предишната година. Скоро след това към тях се присъединяват и римляните и обединената им флота превзема Еретрия, а по-късно и Каристос (Κάρυστος). Сега съюзниците контролират цяла Евбея с изключение на Халкида. После с флотата се отправят към Кенхреи (Κεχριές) и се подготвят да нападнат Коринт. Междувременно римският консул за тази година Тит Квинкций Фламинин научава, че в Ахейския съюз – съюзник на македоните, има смяна на ръководството, което облагодетелства Рим. С надеждата, че новото ръководство ще се откаже от съюза си с Филип и ще присъедини към тях, в Сикион се пращат емисари между които е и Атал за да предложат включването на Коринт в Ахейския съюз. Свикана е среща на ахейците и след разгорещени дебати и оттегляне на някои от членовете на съюза, останалите се съгласяват да се присъединят към съюзниците. Атал повежда армията си от Кенхреи (вече под контрола на съюзниците) през провлака и атакува Коринт от север, по този начин поема контрола над коринтското пристанище и Коринтския залив, римляните нападат от изток, а ахейците от запад. Все пак градът одържа и след като на помощ му идват македонски подкрепления, съюзниците са принудени да се откажат от обсадата му. Ахейските сили са разпуснати, римляните се отправят към Коркира, а Атал отплава за Пирея.

#### Смърт
В началото на 197 пр.н.е. Фламинин привиква Атал да се присъедини към него в Елатея (Ελάτεια, по това време под контрола на римляните), а от там двамата се отправят към Тива за да участват в антимакедонски съвет в който се обсъжда коя страна ще вземе Беотия във войната. Атал говори пръв пред съвета, но по време на речта си колабира и пада на земята с наполовина парализирано тяло. Атал е върнат в Пергам където и умира, някъде около датата на битка при Киноскефале, битка в която римляните печелят решаваща победа и слагат край на Втората македонска война.

## Семейство
Атал е женен за Аполонида от Кизик. Те имат четири сина, Евмен II, Атал II, Филетер и Атиней. Полибий описва Аполонида като „жена, която поради много причини заслужава да бъде запомнена и почитана. Въпреки че произлизаше от скромно семейство, тя стана царица и запази тази висока титла до края на живота си, но не чрез използването на евтини трикове, а със своето порядъчно и честно поведение, както в личния така и в обществения живот. Преди всичко тя беше майка на четири сина, към които таеше най-съвършената майчина любов, до края на земния си път.“
„Привързаността“ към братята, както и тяхното отглеждане и възпитание е отбелязано от няколко древни източника. Декрет на Антиох IV възхвалява „цар Атал и царица Аполонида... като пример за сила и доброта, качества които чрез мъдро възпитаване те предадоха на своите синове“. Надпис от Пергам отнасящ се за Аполонида гласи: „тя винаги се е смятала за благословена и благодареше на боговете не заради богатството или властта, а заради това че видя своите трима по-млади сина да защитават най-възрастния и да вървят без страх сред въоръжените си поданици“. Когато през 197 пр.н.е. Атал умира на 72-годишна възраст, той е наследен от най-възрастния си син Евмен II. Полибий описвайки живота на Атал, казва: „най-забележително е, че въпреки след смъртта си остави четирима пораснали синове, толкова добре беше уредил въпроса с наследството, че короната беше предадена от синовете му на внуците му без нито един спор“.

## Генеалогия
|               |               |                  |                  | Атал             | Атал             | Атал             | Атал             | Атал     | Атал     |               |               | Боа                   | Боа                   | Боа                   | Боа                   | Боа                   | Боа                   |             |             |             |             |              |              |              |              |              |              |         |         |           |           |           |           |           |           |           |           |           |           |        |        |        |        |        |        |
|               |               |                  |                  | Атал             | Атал             | Атал             | Атал             | Атал     | Атал     |               |               | Боа                   | Боа                   | Боа                   | Боа                   | Боа                   | Боа                   |             |             |             |             |              |              |              |              |              |              |         |         |           |           |           |           |           |           |           |           |           |           |        |        |        |        |        |        |
|               |               |                  |                  |                  |                  |                  |                  |          |          |               |               |                       |                       |                       |                       |                       |                       |             |             |             |             |              |              |              |              |              |              |         |         |           |           |           |           |           |           |           |           |           |           |        |        |        |        |        |        |
|               |               |                  |                  |                  |                  |                  |                  |          |          |               |               |                       |                       |                       |                       |                       |                       |             |             |             |             |              |              |              |              |              |              |         |         |           |           |           |           |           |           |           |           |           |           |        |        |        |        |        |        |
| Филитер       | Филитер       | Филитер          | Филитер          | Филитер          | Филитер          |                  |                  | Евмен    | Евмен    | Евмен         | Евмен         | Евмен                 | Евмен                 |                       |                       | Сатира                | Сатира                | Сатира      | Сатира      | Сатира      | Сатира      |              |              |              |              | Атал         | Атал         | Атал    | Атал    | Атал      | Атал      |           |           |           |           |           |           |           |           |        |        |        |        |        |        |
| Филитер       | Филитер       | Филитер          | Филитер          | Филитер          | Филитер          |                  |                  | Евмен    | Евмен    | Евмен         | Евмен         | Евмен                 | Евмен                 |                       |                       | Сатира                | Сатира                | Сатира      | Сатира      | Сатира      | Сатира      |              |              |              |              | Атал         | Атал         | Атал    | Атал    | Атал      | Атал      |           |           |           |           |           |           |           |           |        |        |        |        |        |        |
|               |               |                  |                  |                  |                  |                  |                  |          |          |               |               |                       |                       |                       |                       |                       |                       |             |             |             |             |              |              |              |              |              |              |         |         |           |           |           |           |           |           |           |           |           |           |        |        |        |        |        |        |
|               |               |                  |                  |                  |                  |                  |                  |          |          |               |               |                       |                       |                       |                       |                       |                       |             |             |             |             |              |              |              |              |              |              |         |         |           |           |           |           |           |           |           |           |           |           |        |        |        |        |        |        |
|               |               | Евмен I          | Евмен I          | Евмен I          | Евмен I          | Евмен I          | Евмен I          |          |          | Филитер (?)   | Филитер (?)   | Филитер (?)           | Филитер (?)           | Филитер (?)           | Филитер (?)           |                       |                       | Антиохида I | Антиохида I | Антиохида I | Антиохида I | Антиохида I  | Антиохида I  |              |              | Атал         | Атал         | Атал    | Атал    | Атал      | Атал      |           |           | Евмен (?) | Евмен (?) | Евмен (?) | Евмен (?) | Евмен (?) | Евмен (?) |        |        |        |        |        |        |
|               |               | Евмен I          | Евмен I          | Евмен I          | Евмен I          | Евмен I          | Евмен I          |          |          | Филитер (?)   | Филитер (?)   | Филитер (?)           | Филитер (?)           | Филитер (?)           | Филитер (?)           |                       |                       | Антиохида I | Антиохида I | Антиохида I | Антиохида I | Антиохида I  | Антиохида I  |              |              | Атал         | Атал         | Атал    | Атал    | Атал      | Атал      |           |           | Евмен (?) | Евмен (?) | Евмен (?) | Евмен (?) | Евмен (?) | Евмен (?) |        |        |        |        |        |        |
|               |               |                  |                  |                  |                  |                  |                  |          |          |               |               |                       |                       |                       |                       |                       |                       |             |             |             |             |              |              |              |              |              |              |         |         |           |           |           |           |           |           |           |           |           |           |        |        |        |        |        |        |
|               |               | Ариарат IV Евсеб | Ариарат IV Евсеб | Ариарат IV Евсеб | Ариарат IV Евсеб | Ариарат IV Евсеб | Ариарат IV Евсеб |          |          | Антиохида III | Антиохида III | Антиохида III         | Антиохида III         | Антиохида III         | Антиохида III         |                       |                       |             |             |             |             | Атал I Сотер | Атал I Сотер | Атал I Сотер | Атал I Сотер | Атал I Сотер | Атал I Сотер |         |         | Аполонида | Аполонида | Аполонида | Аполонида | Аполонида | Аполонида |           |           |           |           |        |        |        |        |        |        |
|               |               | Ариарат IV Евсеб | Ариарат IV Евсеб | Ариарат IV Евсеб | Ариарат IV Евсеб | Ариарат IV Евсеб | Ариарат IV Евсеб |          |          | Антиохида III | Антиохида III | Антиохида III         | Антиохида III         | Антиохида III         | Антиохида III         |                       |                       |             |             |             |             | Атал I Сотер | Атал I Сотер | Атал I Сотер | Атал I Сотер | Атал I Сотер | Атал I Сотер |         |         | Аполонида | Аполонида | Аполонида | Аполонида | Аполонида | Аполонида |           |           |           |           |        |        |        |        |        |        |
|               |               |                  |                  |                  |                  |                  |                  |          |          |               |               |                       |                       |                       |                       |                       |                       |             |             |             |             |              |              |              |              |              |              |         |         |           |           |           |           |           |           |           |           |           |           |        |        |        |        |        |        |
|               |               |                  |                  |                  |                  |                  |                  |          |          |               |               |                       |                       |                       |                       |                       |                       |             |             |             |             |              |              |              |              |              |              |         |         |           |           |           |           |           |           |           |           |           |           |        |        |        |        |        |        |
| Стратоника IV | Стратоника IV | Стратоника IV    | Стратоника IV    | Стратоника IV    | Стратоника IV    |                  |                  | Евмен II | Евмен II | Евмен II      | Евмен II      | Евмен II              | Евмен II              |                       |                       | (?)                   | (?)                   | (?)         | (?)         | (?)         | (?)         |              |              | Атал II      | Атал II      | Атал II      | Атал II      | Атал II | Атал II |           |           | Филитер   | Филитер   | Филитер   | Филитер   | Филитер   | Филитер   |           |           | Атиней | Атиней | Атиней | Атиней | Атиней | Атиней |
| Стратоника IV | Стратоника IV | Стратоника IV    | Стратоника IV    | Стратоника IV    | Стратоника IV    |                  |                  | Евмен II | Евмен II | Евмен II      | Евмен II      | Евмен II              | Евмен II              |                       |                       | (?)                   | (?)                   | (?)         | (?)         | (?)         | (?)         |              |              | Атал II      | Атал II      | Атал II      | Атал II      | Атал II | Атал II |           |           | Филитер   | Филитер   | Филитер   | Филитер   | Филитер   | Филитер   |           |           | Атиней | Атиней | Атиней | Атиней | Атиней | Атиней |
|               |               |                  |                  |                  |                  |                  |                  |          |          |               |               |                       |                       |                       |                       |                       |                       |             |             |             |             |              |              |              |              |              |              |         |         |           |           |           |           |           |           |           |           |           |           |        |        |        |        |        |        |
|               |               |                  |                  | Атал III         | Атал III         | Атал III         | Атал III         | Атал III | Атал III |               |               | Аристоник (Евмен III) | Аристоник (Евмен III) | Аристоник (Евмен III) | Аристоник (Евмен III) | Аристоник (Евмен III) | Аристоник (Евмен III) |             |             |             |             |              |              |              |              |              |              |         |         |           |           |           |           |           |           |           |           |           |           |        |        |        |        |        |        |

### Първични източници
- Ливий, History of Rome, Rev. Canon Roberts (преводач), Ernest Rhys (Ed.); (1905) London: J. M. Dent & Sons, Ltd.
- Павзаний, Description of Greece, книги I–II, (Loeb Classical Library) преведени от by W. H. S. Jones; Cambridge, Massachusetts: Harvard University Press; London, William Heinemann Ltd. (1918) ISBN 0-674-99104-4.
- Полибий, Histories, Evelyn S. Shuckburgh (преводач); London, New York. Macmillan (1889); Reprint Bloomington (1962).
- Страбон, Geography, книги 13 – 14, преведени от Horace Leonard Jones; Cambridge, Massachusetts: Harvard University Press; London: William Heinemann, Ltd. (1924) ISBN 0-674-99246-6.

### Вторични източници
- Austin, M.M. The Attalids of Pergamum //  The Hellenistic World from Alexander to the Roman Conquest.   Cambridge University Press, 2006. ISBN 0-521-82860-0.
- Bradford, Alfred S.; Pamela M. Bradford. With arrow, sword, and spear: a history of warfare in the ancient world.   Greenwood Publishing Group, 2001. ISBN 978-0-275-95259-4. с. 121.
- Errington, R.M. Rome against Philip and Antiochus //  The Cambridge Ancient History. Т. VII.   Cambridge University Press, 1993. ISBN 0-521-23448-4.
- Erskine, Andrew. Troy between Greece and Rome: Local Tradition and Imperial Power.   Oxford University Press, USA, 2003. ISBN 978-0-19-926580-0.
- Grainger, John D. Approaches //  The Roman War of Antiochus the Great.   Brill Publishers, 2002. ISBN 90-04-12840-9.
- Green, Peter. The Road to Sellasia //  Alexander to Actium.   University of California Press, 1993. ISBN 0-520-08349-0.
- Grolier Incorporated. Academic American Encyclopedia, Volume 15.   Grolier Enterprises, 1996. ISBN 978-0-7172-2060-1. с. 314.
- Gruen, Erich S. Patrocinium and Clientela //  The Hellenistic World and the Coming of Rome.   University of California Press, 1986. ISBN 978-0-520-05737-1.
- Gruen, Erich S. The Advent of the Magna Mater //  Studies in Greek Culture and Roman Policy.   Brill Publishers, 1990. ISBN 90-04-09051-7.
- Hansen, Esther V. The Attalids of Pergamon.   Cornell University Press, 1971. ISBN 0-8014-0615-3.
- Heinen, H. The Syrian–Egyptian Wars and the New Kingdoms of Asia Minor //  The Cambridge Ancient History. Т. V.   Cambridge University Press, 1984. ISBN 0-521-23445-X.
- Hurwit, Jeffrey M. The Hellenistic and Roman Acropolis //  The Athenian Acropolis.   CUP Archive, 1999. ISBN 0-521-41786-4.
- Kosmetatou, Elizabeth. The Attalids of Pergamon //  A Companion to the Hellenistic World.   Oxford, Blackwell, 2003. ISBN 1-4051-3278-7. с. 159 – 174.
- Mitchell, Stephen. The Celts in Anatolia //  Anatolia.   Oxford University Press, 1995. ISBN 0-19-815029-6.
- Richardson, Rufus Byam. A history of Greek sculpture.   American book company, 1911. OCLC 517364. с. 254.
- Warrior, Valerie M. Events in Eastern Mediterranean //  The Initiation of the Second Macedonian War.   Franz Steiner Verlag, 1996. ISBN 3-515-06853-8.
- Wilson, Nigel Guy. Encyclopedia of ancient Greece.   Routledge, 2006. ISBN 978-0-415-97334-2. с. 593.
- Dreyfus, Renée. Attalid Silver Coinage of the Attic Weight Standard //  Pergamon: The Telephos Frieze from the Great Altar, Volume 2.   University of Texas Press, 1996. ISBN 0884010910, 9780884010913.